# Konstantinos Demertzis
Konstantinos Demertzis (en griego: Κωνσταντίνος Δεμερτζής) fue un político griego nacido en 1876. Fue primer ministro de Grecia de noviembre de 1935 a abril de 1936.

## Comienzos
Demertzis estudió derecho y ejerció como profesor de leyes.

## Gobierno
Sucedió al general Georgios Kondilis, que había aplastado el intento de golpe de Estado republicano de los venicelistas en 1935 y participado más tarde el golpe de Estado monárquico de octubre de 1935, en noviembre de 1935. El rey despidió a Kondylis cuando este se opuso a la amnistía a los republicanos.
Desde marzo de 1936 tuvo como ministro de Defensa y vice primer ministro al militar y político Ioannis Metaxas, que más tarde formaría una dictadura real en agosto de 1936.
Demertzis murió durante su mandato, de un Infarto agudo de miocardio, el 13 de abril de 1936. Le sucedió inmediatamente Metaxas al frente del gobierno, con el beneplácito real.